# Home Secretary
Secretary of State for the Home Department almindeligvis kaldet Home Secretary er titlen på den britiske minister, som leder Home Office, der er et af de fire vigtigste statsembeder.
Home Office har ansvaret for de interne anliggender i England og Wales samt for indvandring og statsborgerskab i hele Storbritannien. Ministeriets ansvarsområde omfatter også politi og national sikkerhed.

## Forgængere
Ministeriet blev oprettet i 1782, da det tidligere Southern Department og det tidligere Northern Department (begge fra 1660) blev nedlagte.
Ved denne lejlighed blev de nedlagte departementers opgaver fordelt mellem det nye indenrigsministerium (Home office) og det ligeledes nye udenrigsministerium (Foreign Office).
De to tidligere ministerier havde de samme ansvarsområder, men de havde fordelt opgaverne geografisk.

## Liste over Home Secretaries
Farvenøgle
(for politiske partier)
      Whig
      Tory
      Konservativ
      Liberal
      Labour
      National Liberal
      National

### 1782–1801
| Navn | Navn                 | Billede | Tiltrådt          | Fratrådt          | Parti                        | Premierminister        |
| ---- | -------------------- | ------- | ----------------- | ----------------- | ---------------------------- | ---------------------- |
|      | Jarlen af Shelburne  |         | 27. marts 1782    | 10. juli 1782     | Whig                         | Markisen af Rockingham |
|      | Thomas Townshend     |         | 10. juli 1782     | 2. april 1783     | Whig                         | Jarlen af Shelburne    |
|      | Lord North           |         | 2. april 1783     | 19. december 1783 | Tory (Fox-North koalitionen) | Hertugen af Portland   |
|      | Jarl Temple          |         | 19. december 1783 | 23. december 1783 | Whig                         | William Pitt den yngre |
|      | Lord Sydney          |         | 23. december 1783 | 5. juni 1789      | Whig                         | William Pitt den yngre |
|      | Lord Grenville       |         | 5. juni 1789      | 8. juni 1791      | Tory                         | William Pitt den yngre |
|      | Henry Dundas         |         | 8. juni 1791      | 11. juli 1794     | Tory                         | William Pitt den yngre |
|      | Hertugen af Portland |         | 11. juli 1794     | 30. juli 1801     | Tory                         | William Pitt den yngre |

### 1801–1900
| Navn               | Navn                                         | Billede           | Tiltrådt          | Fratrådt          | Parti                   | Premierminister         |
| ------------------ | -------------------------------------------- | ----------------- | ----------------- | ----------------- | ----------------------- | ----------------------- |
|                    | Lord Pelham                                  |                   | 30. juli 1801     | 17. august 1803   | Whig                    | Henry Addington         |
|                    | Charles Philip Yorke                         |                   | 17. august 1803   | 12. maj 1804      | Tory                    | Henry Addington         |
|                    | Lord Hawkesbury                              |                   | 12. maj 1804      | 5. februar 1806   | Tory                    | William Pitt den yngre  |
|                    | Jarl Spencer                                 |                   | 5. februar 1806   | 25. marts 1807    | Whig (samlingsregering) | Lord Grenville          |
|                    | Lord Hawkesbury (jarl af Liverpool fra 1808) |                   | 25. marts 1807    | 1. november 1809  | Tory                    | Hertugen af Portland    |
|                    | Richard Ryder                                |                   | 1. november 1809  | 8. juni 1812      | Tory                    | Spencer Perceval        |
|                    | Viscount Sidmouth                            |                   | 11. juni 1812     | 17.january 1822   | Tory                    | Lord Liverpool          |
|                    | Robert Peel                                  |                   | 17. januar 1822   | 10. april 1827    | Tory                    | Lord Liverpool          |
|                    | William Sturges Bourne                       |                   | 30. april 1827    | 16. juli 1827     | Tory                    | George Canning          |
|                    | Markiswn af Lansdowne                        |                   | 16. juli 1827     | 22. januar 1828   | Whig                    | Viscount Goderich       |
|                    | Robert Peel                                  |                   | 26. januar 1828   | 22. november 1830 | Tory                    | Hertugen af Wellington  |
|                    | Viscount Melbourne                           |                   | 22. november 1830 | 16. juli 1834     | Whig                    | Charles Grey            |
|                    | Viscount Duncannon                           |                   | 19. juli 1834     | 15. november 1834 | Whig                    | Viscount Melbourne      |
|                    | Hertugen af Wellington                       |                   | 15. november 1834 | 15. december 1834 | Tory                    | Hertugen af Wellington  |
|                    | Henry Goulburn                               |                   | 15. december 1834 | 18. april 1835    | Konservativ             | Sir Robert Peel         |
|                    | Lord John Russell                            |                   | 18. april 1835    | 30. august 1839   | Whig                    | Viscount Melbourne      |
|                    | Marquess of Normanby                         |                   | 30. august 1839   | 30. august 1841   | Whig                    | Viscount Melbourne      |
|                    | Sir James Graham, Bt                         |                   | 6. september 1841 | 30. juni 1846     | Konservativ             | Sir Robert Peel         |
|                    | Sir George Grey, Bt                          |                   | 8. juli 1846      | 23. februar 1852  | Whig                    | Lord John Russell       |
|                    | Spencer Horatio Walpole                      |                   | 27. februar 1852  | 19. december 1852 | Konservativ             | Jarlen af Derby         |
|                    | Viscount Palmerston                          |                   | 28. december 1852 | 6. februar 1855   | Whig (koalition)        | Jarlen af Aberdeen      |
|                    | Sir George Grey, Bt                          |                   | 8. februar 1855   | 26. februar 1858  | Whig                    | Viscount Palmerston     |
|                    | Spencer Horatio Walpole                      |                   | 26. februar 1858  | 3. marts 1859     | Konservativ             | Jarlen af Derby         |
|                    | Thomas H. Sotheron-Estcourt                  |                   | 3. marts 1859     | 18. juni 1859     | Konservativ             | Jarlen af Derby         |
|                    | Sir George Cornewall Lewis, Bt               |                   | 18. juni 1859     | 25. juli 1861     | Liberal                 | Henry John Palmerston   |
|                    | Sir George Grey, Bt                          |                   | 25. juli 1861     | 28. juni 1866     | Liberal                 | Henry John Palmerston   |
|                    | Sir George Grey, Bt                          | Jarl Russell      | 25. juli 1861     | 28. juni 1866     | Liberal                 |                         |
|                    | Spencer Horatio Walpole                      |                   | 6. juli 1866      | 17. maj 1867      | Konservativ             | Jarlen af Derby         |
|                    | Gathorne Hardy                               |                   | 17. maj 1867      | 3. december 1868  | Konservativ             | Jarlen af Derby         |
|                    | Gathorne Hardy                               | Benjamin Disraeli | 17. maj 1867      | 3. december 1868  | Konservativ             |                         |
|                    | Henry Austin Bruce                           |                   | 9. december 1868  | 9. august 1873    | Liberal                 | William Gladstone       |
|                    | Robert Lowe                                  |                   | August 1873       | 20. februar 1874  | Liberal                 | William Gladstone       |
|                    | R. A. Cross                                  |                   | 21. februar 1874  | 23. april 1880    | Konservativ             | Benjamin Disraeli       |
|                    | Sir William Vernon Harcourt                  |                   | 28. april 1880    | 23. juni 1885     | Liberal                 | William Gladstone       |
|                    | R. A. Cross                                  |                   | 24. juni 1885     | 1. februar 1886   | Konservativ             | Markisen af Salisbury   |
|                    | Hugh Childers                                |                   | 6. februar 1886   | 25. juli 1886     | Liberal                 | William Gladstone       |
|                    | Henry Matthews                               |                   | 3. august 1886    | 15. august 1892   | Konservativ             | Markisen af Salisbury   |
|                    | H. H. Asquith                                |                   | 18. august 1892   | 25. juni 1895     | Liberal                 | William Ewart Gladstone |
| Jarlen af Rosebery | H. H. Asquith                                |                   | 18. august 1892   | 25. juni 1895     | Liberal                 |                         |
|                    | Sir Matthew White Ridley, Bt                 |                   | 29. juni 1895     | 12. november 1900 | Konservativ             | Markisen af Salisbury   |

### 1900–2001
| Navn            | Navn                                      | Billede               | Tiltrådt           | Fratrådt           | Parti                                                 | Premierminister              |
| --------------- | ----------------------------------------- | --------------------- | ------------------ | ------------------ | ----------------------------------------------------- | ---------------------------- |
|                 | Charles Ritchie                           |                       | 12. november 1900  | 12. juli 1902      | Konservativ                                           | The Marquess of Salisbury    |
|                 | Aretas Akers-Douglas                      |                       | 12. juli 1902      | 5. december 1905   | Konservativ                                           | Arthur Balfour               |
|                 | Herbert Gladstone                         |                       | 11. december 1905  | 19. februar 1910   | Liberal                                               | Sir Henry Campbell-Bannerman |
|                 | Herbert Gladstone                         | H. H. Asquith         | 11. december 1905  | 19. februar 1910   | Liberal                                               |                              |
|                 | Winston Churchill                         |                       | 19. februar 1910   | 24. oktober 1911   | Liberal                                               |                              |
|                 | Reginald McKenna                          |                       | 24. oktober 1911   | 27. maj 1915       | Liberal                                               |                              |
|                 | Sir John Simon                            |                       | 27. maj 1915       | 12. januar 1916    | Liberal (koalition)                                   |                              |
|                 | Herbert Samuel                            |                       | 12. januar 1916    | 7. december 1916   | Liberal (koalition)                                   |                              |
|                 | Sir George Cave (Viscount Cave from 1918) |                       | 11. december 1916  | 14. januar 1919    | Konservativ (koalition)                               | David Lloyd George           |
|                 | Edward Shortt                             |                       | 14. januar 1919    | 23. oktober 1922   | Liberal (Koalition)                                   | David Lloyd George           |
|                 | William Bridgeman                         |                       | 25 October 1922    | 22 January 1924    | Konservativ                                           | Andrew Bonar Law             |
| Stanley Baldwin | William Bridgeman                         |                       | 25 October 1922    | 22 January 1924    | Konservativ                                           |                              |
|                 | Arthur Henderson                          |                       | 23. januar 1924    | 4. november 1924   | Labour                                                | Ramsay MacDonald             |
|                 | Sir William Joynson-Hicks, Bt             |                       | 7. november 1924   | 5. juni 1929       | Konservativ                                           | Stanley Baldwin              |
|                 | J. R. Clynes                              |                       | 8. juni 1929       | 26. august 1931    | Labour                                                | Ramsay MacDonald             |
|                 | Sir Herbert Samuel                        |                       | 26. august 1931    | 1. oktober 1932    | Liberal (National samlingsregering)                   | Ramsay MacDonald             |
|                 | Sir John Gilmour, Bt                      |                       | 1. oktober 1932    | 7. juni 1935       | Det skotske unionistparti (National samlingsregering) | Ramsay MacDonald             |
|                 | Sir John Simon                            |                       | 7. juni 1935       | 28. maj 1937       | National Liberal (National samlingsregering)          | Stanley Baldwin              |
|                 | Sir Samuel Hoare, Bt                      |                       | 28. maj 1937       | 3. september 1939  | Konservativ (National samlingsregering)               | Neville Chamberlain          |
|                 | Sir John Anderson                         |                       | 4. september 1939  | 4. oktober 1940    | Uafhængig (krigsregering)                             | Neville Chamberlain          |
|                 | Herbert Morrison                          |                       | 4. oktober 1940    | 23. maj 1945       | Labour (koalionsregering))                            | Winston Churchill            |
|                 | Sir Donald Somervell                      |                       | 25. maj 1945       | 26. juli 1945      | Konservativ (forretningsministerium)                  | Winston Churchill            |
|                 | James Chuter Ede                          |                       | 3. august 1945     | 26. oktober 1951   | Labour                                                | Clement Attlee               |
|                 | Sir David Maxwell Fyfe                    |                       | 27. oktober 1951   | 19. oktober 1954   | Konservativ                                           | Sir Winston Churchill        |
|                 | Gwilym Lloyd George                       |                       | 19. oktober 1954   | 14. januar 1957    | Konservativ                                           | Sir Winston Churchill        |
|                 | Gwilym Lloyd George                       | Sir Anthony Eden      | 19. oktober 1954   | 14. januar 1957    | Konservativ                                           |                              |
|                 | R. A. Butler                              |                       | 14. january 1957   | 13. juli 1962      | Konservativ                                           | Harold Macmillan             |
|                 | Henry Brooke                              |                       | 14.juli 1962       | 16. oktober 1964   | Konservativ                                           | Harold Macmillan             |
|                 | Henry Brooke                              | Sir Alec Douglas-Home | 14.juli 1962       | 16. oktober 1964   | Konservativ                                           |                              |
|                 | Sir Frank Soskice                         |                       | 18. oktober 1964   | 23. december 1965  | Labour                                                | Harold Wilson                |
|                 | Roy Jenkins                               |                       | 23. december 1965  | 30. november 1967  | Labour                                                | Harold Wilson                |
|                 | James Callaghan                           |                       | 30. november 1967  | 19. juni 1970      | Labour                                                | Harold Wilson                |
|                 | Reginald Maudling                         |                       | 20. juni 1970      | 18. juli 1972      | Konservativ                                           | Edward Heath                 |
|                 | Robert Carr                               |                       | 18. juli 1972      | 4. marts 1974      | Konservativ                                           | Edward Heath                 |
|                 | Roy Jenkins                               |                       | 5. marts 1974      | 10. september 1976 | Labour                                                | Harold Wilson                |
|                 | Merlyn Rees                               |                       | 10. september 1976 | 4. maj 1979        | Labour                                                | James Callaghan              |
|                 | William Whitelaw                          |                       | 4. maj 1979        | 11. juni 1983      | Konservativ                                           | Margaret Thatcher            |
|                 | Leon Brittan                              |                       | 11. juni 1983      | 2. september 1985  | Konservativ                                           | Margaret Thatcher            |
|                 | Douglas Hurd                              |                       | 2. september 1985  | 26. oktober 1989   | Konservativ                                           | Margaret Thatcher            |
|                 | David Waddington                          |                       | 26. oktober 1989   | 28. november 1990  | Konservativ                                           | Margaret Thatcher            |
|                 | Kenneth Baker                             |                       | 28. november 1990  | 10. april 1992     | Konservativ                                           | John Major                   |
|                 | Kenneth Clarke                            |                       | 10. april 1992     | 27. maj 1993       | Konservativ                                           | John Major                   |
|                 | Michael Howard                            |                       | 27. maj 1993       | 2. maj 1997        | Konservativ                                           | John Major                   |
|                 | Jack Straw                                |                       | 2. maj 1997        | 8. juni 2001       | Labour                                                | Tony Blair                   |

### 2001–
| Navn | Navn             | Billede | Tiltrådt          | Fratrådt          | Parti       | Premierminister |
| ---- | ---------------- | ------- | ----------------- | ----------------- | ----------- | --------------- |
|      | David Blunkett   |         | 8. juni 2001      | 15. december 2004 | Labour      | Tony Blair      |
|      | Charles Clarke   |         | 15. december 2004 | 5. maj 2006       | Labour      | Tony Blair      |
|      | John Reid        |         | 5. maj 2006       | 27. juni 2007     | Labour      | Tony Blair      |
|      | Jacqui Smith     |         | 28. juni 2007     | 5. juni 2009      | Labour      | Gordon Brown    |
|      | Alan Johnson     |         | 5. juni 2009      | 11. maj 2010      | Labour      | Gordon Brown    |
|      | Theresa May      |         | 11. maj 2010      | 13. juli 2016     | Konservativ | David Cameron   |
|      | Amber Rudd       |         | 13. juli 2016     | 30. april 2018    | Konservativ | Theresa May     |
|      | Sajid Javid      |         | 30. april 2018    | 24. juli 2019     | Konservativ | Theresa May     |
|      | Priti Patel      |         | 24. juli 2019     | 6. september 2022 | Konservativ | Boris Johnson   |
|      | Suella Braverman |         | 6. september 2022 | 19. oktober 2022  | Konservativ | Liz Truss       |
|      | Grant Shapps     |         | 19. oktober 2022  | 25. oktober 2022  | Konservativ | Liz Truss       |
|      | Suella Braverman |         | 25. oktober 2022  | 13. november 2023 | Konservativ | Rishi Sunak     |
|      | James Cleverly   |         | 13. november 2023 |                   | Konservativ | Rishi Sunak     |

## Eksterne kilder
- Wikimedia Commons har flere filer relateret til Home Secretary
- Home Office webside
- Her Majesty's Government Arkiveret 22. november 2008 hos  Wayback Machine (ministre i kabinettet)
- liste over alle ministre (som også omfatter forskellige viceministre).
- Ministry of Justice